# Stadtbücherei Iserlohn
Die Stadtbücherei Iserlohn ist die Stadtbibliothek von Iserlohn. Außer der Hauptstelle in der Innenstadt besteht im Stadtteil Letmathe eine Zweigstelle.
Die Bücherei Iserlohn besteht seit dem Jahr 1910. Seit 1976 ist sie im Alten Rathaus untergebracht. Das Gebäude wurde von 1875 bis 1876 erbaut (Grundsteinlegung am 12. Juli 1875, Einweihung am 23. August 1876, Eintrag in die Denkmalliste am 20. Juni 1983). Die Letmather Zweigstelle befindet sich im ehemaligen Herrenhaus Haus Letmathe.

## Vorläufer der heutigen Stadtbücherei
Dem am 1. Januar 1906 durch die Stadtverordnetenversammlung von Iserlohn gefassten Beschluss eine „Volksbibliothek nebst öffentlicher Lesehalle“ einzurichten, war eine gleichlautende Empfehlung zur Schaffung einer solchen kommunalen Einrichtung im Jahr 1898 vorausgegangen. Bestrebungen auf das Lesebedürfnis der Bevölkerung einzugehen, lassen sich bis ins Jahr 1784 zurückverfolgen, in dem zum ersten Mal eine „Lesegesellschaft“ in der Stadt erwähnt wird. Für das Jahr 1819 ist eine Privatbibliothek einer Bürgerin erwähnt, bei der allerdings nicht feststellbar ist, ob sie mit der auf das Jahr 1828 datierten und 6.000 Bände umfassenden privaten Leihbibliothek identisch war.
Um 1850 wurden Leseeinrichtungen wie der „Allgemeine Leseverein“ oder die „Volks- und Bürgerbibliothek“ durch Buchhandlungen eingerichtet und boten so neben den bestehenden Lesezirkeln der Öffentlichkeit freien Zugang zur Literatur. Zusätzlich unterhielten der Iserlohner „Bildungsverein“ (gegründet wahrscheinlich im Jahr 1868/69) und der „Kaufmännische Verein“ (gegründet im Jahr 1869) Büchereien, die allerdings ausschließlich ihren Mitgliedern zur Verfügung standen.
Die erste städtische Bücherei wurde am 1. Mai 1910 im sogenannten „Schrimpffschen Haus“ eröffnet; die Finanzierung zur Anschaffung eines Grundbestandes an Büchern war größtenteils durch eine städtische Stiftung ermöglicht worden. Die Bücher sollten der Belehrung und Unterhaltung dienen, einen Überblick über die Hauptströmungen der damaligen Literatur geben, aber auch Informationen über die Naturwissenschaften, allgemeine Kulturgeschichte und politische Geschichte bereithalten. Da schuleigene Bibliotheken Bücher für Jugendliche anboten, verzichtete man zunächst auf die Einrichtung einer Jugendabteilung. Im Jahr 1916 zog die Volksbibliothek in das „alte Zeughaus“ um, was eine räumliche Verbesserung darstellte. Das Leseinteresse der Iserlohner war trotz schlechter wirtschaftlicher Lage in den Jahren nach dem Ersten Weltkrieg unverändert hoch; im Jahr 1927 erwarb die Stadt sogar Freikarten für die Bibliothek, die an Erwerbslose und Witwen ausgegeben wurden. Durch die Nationalsozialisten erfolgte unter der Leitung von Gustav Pfingsten im Jahr 1935 eine „kulturelle Säuberung … die auch die Bibliothek für ihre „Erziehungsarbeit“ mißbrauchten“.

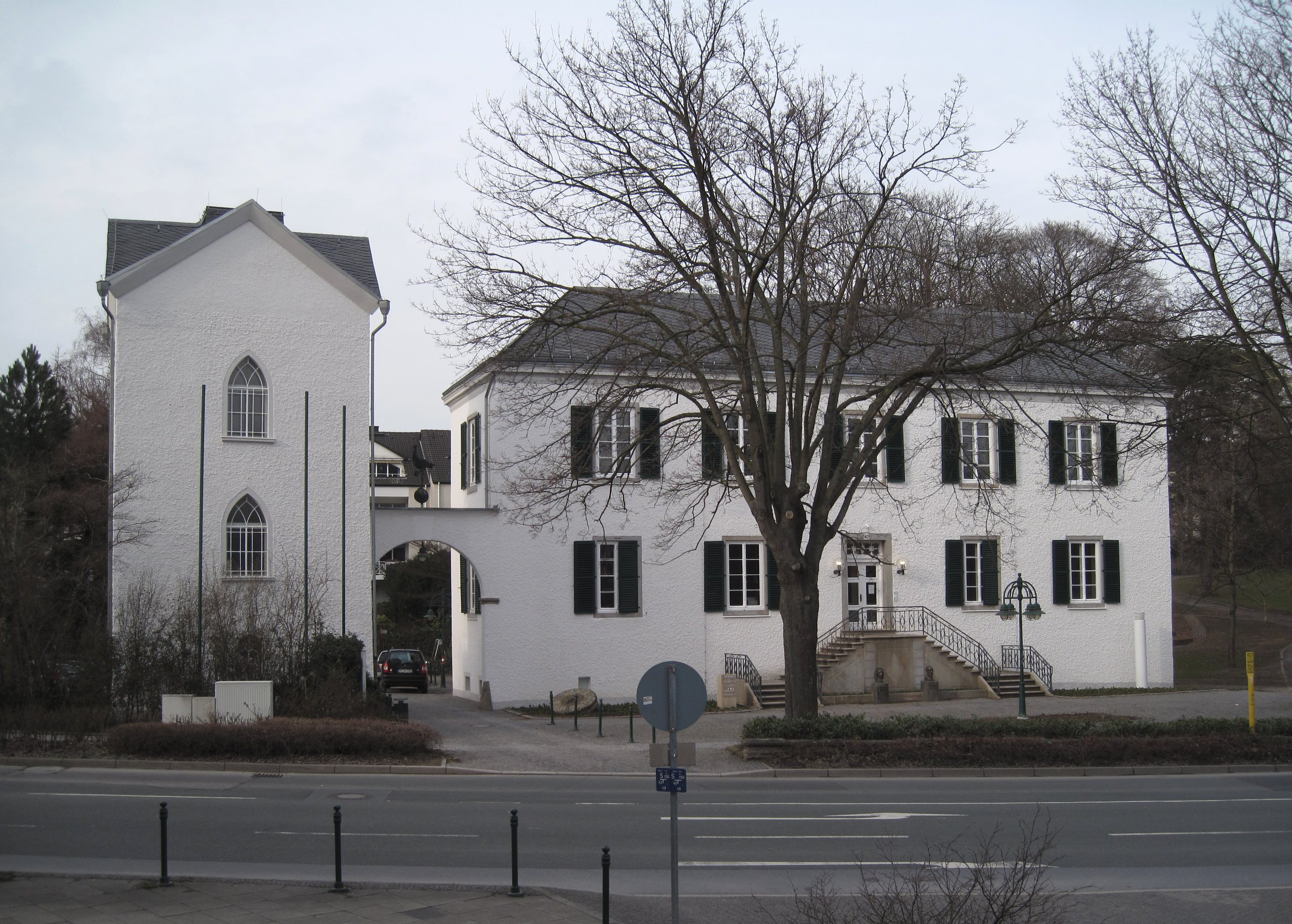
Haus Letmathe

Nach dem Zweiten Weltkrieg wurde die Bibliothek im Juli 1945 übergangsweise in einem Saal einer ehemaligen Wirtschaft untergebracht und konnte bereits im September des gleichen Jahres – nachdem die nationalsozialistische Literatur aus den Beständen entfernt worden war – ihren Ausleihverkehr wieder aufnehmen. Der Umzug in das Haus der Heimat erfolgte im Februar 1949. Bereits ein Jahr darauf machte es die starke Nachfrage der Bevölkerung nötig in einem Schulgebäude in der Obergrüne eine Zweigstelle der Stadtbücherei zu errichten. Mit dem Umzug in die großzügigeren Räume des „Alten Rathauses“ am 24. September 1976 bekam die Stadtbücherei einen zentraleren Ort innerhalb der Stadt; gleichzeitig wurde vom Magazin- auf das Freihandprinzip umgestellt. Seit 1936 hatte es in Letmathe eine selbständige Bücherei gegeben: In diese zog im Jahr 1975 die Zweigstelle der Stadtbücherei ein. Seit 1978 befindet sie sich im „Haus Letmathe“.

## Bestand und Aufgaben der modernen Stadtbücherei
Insgesamt stehen 90.000 Medien zur Verfügung. Der Anteil neuer Medien (CD, DVD, Software) wurde in den letzten Jahren kontinuierlich gesteigert und öffentliche Internetplätze für alle Besucher wurden eingerichtet. Auch wird vermehrt fremdsprachige Literatur bereitgestellt, um die Integration ausländischer Einwohner zu fördern. Die Zahlen der Entleihungen betrug 400.000 im Jahr 2006. Sie haben sich seit 1983 mehr als verdoppelt.
Im Bereich der Leseförderung versucht die Bücherei durch Lesungen in Grundschulklassen der Stadt Interesse zu wecken. Mit diesem Projekt beteiligt sich die Einrichtung an der Landesinitiative NRW: NEUES LERNEN. Durch Veranstaltungsreihen versucht die Bücherei, Autoren aus Iserlohn zu fördern und bekannt zu machen.